# Heino Falcke (Theologe)

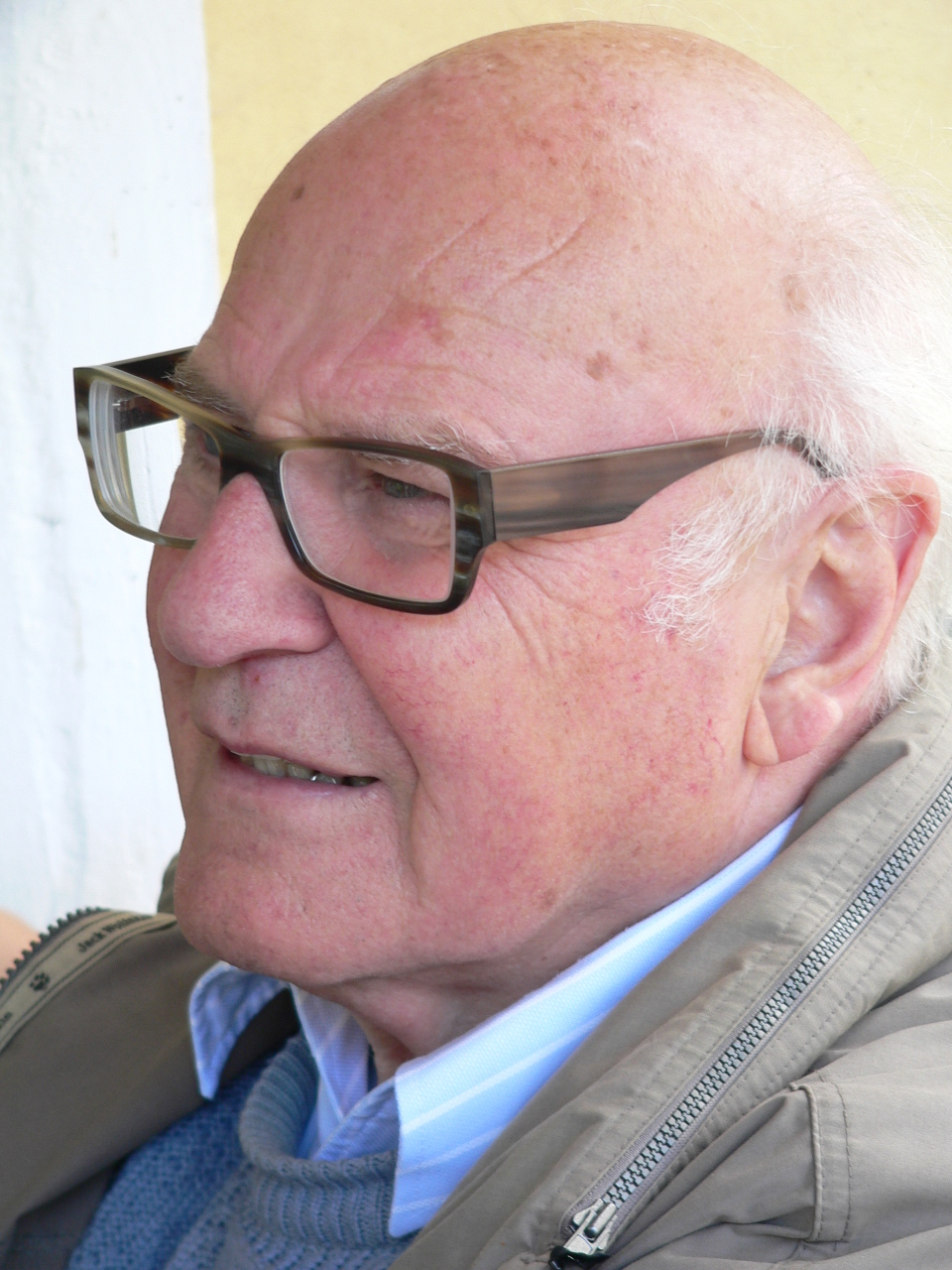
Heino Falcke (2010)

Heino Falcke (* 12. Mai 1929 in Riesenburg, Westpreußen) ist ein evangelischer Theologe, seit 1994 Propst im Ruhestand.

## Leben und politische Initiativen
Heino Falcke studierte evangelische Theologie in Berlin, Göttingen und Basel, dort war er auch einige Zeit als studentische Hilfskraft von Karl Barth. 1958 erfolgte die Promotion und 1961 die Habilitation an der Theologischen Fakultät der Universität Rostock.
Von 1963 bis 1973 war Falcke Direktor des Predigerseminars Gnadau der Evangelischen Kirche der Union. Von 1973 bis 1994 leitete er als Propst den Propstsprengel Erfurt der Evangelischen Kirche der Kirchenprovinz Sachsen. 1974 bis 1987 war er Vorsitzender des Ausschusses für Kirche und Gesellschaft des Bundes der Evangelischen Kirchen in der DDR, seit 1975 Mitglied im gleichnamigen Ausschuss beim Ökumenischen Rat der Kirchen in Genf.
Auf der VI. Vollversammlung des ÖRK 1983 in Vancouver brachte er den Antrag für die Vorbereitung eines Friedenskonzils ein. 1988/89 war er stellvertretender Vorsitzender der Ökumenischen Versammlung für Gerechtigkeit, Frieden und Bewahrung der Schöpfung in der DDR.
Die Themen, an denen er vorrangig arbeitete, waren christliche Existenz im sozialistischen Staat, Sicherung des Friedens und Erhaltung der Umwelt.
Im Januar 1997 gehörte er zu den Erstunterzeichnern der „Erfurter Erklärung“, die unter dem Motto „Aufstehen für eine andere Politik“ zu einem Politik- und Regierungswechsel in Deutschland aufriefen. Die Initiative setzte sich dafür ein, die Koalition von CDU und FDP unter Kanzler Helmut Kohl abzuwählen und durch ein Bündnis aus SPD, Grünen und PDS zu ersetzen.
Ebenfalls als Erstunterzeichner trat Falcke am 31. Oktober 2008 (neben Frank Crüsemann, Ulrich Duchrow, Christian Felber, Kuno Füssel, Detlef Hensche, Siegfried Katterle, Arne Manzeschke, Silke Niemeyer, Franz Segbers, Ton Veerkamp und Karl Georg Zinn) mit dem Aufruf Frieden mit dem Kapital? Ein Aufruf wider die Anpassung der Evangelischen Kirche an die Macht der Wirtschaft in Erscheinung.
Im März 2022 setzte sich Falcke als einer der Erstunterzeichner des Appells „Nein zum Krieg“ für eine Lösung des Russisch-Ukrainischen Krieges ein.

## Der Vortrag „Christus befreit – darum Kirche für andere“ von 1972
Aufsehen erregte Falckes Hauptvortrag „Christus befreit – darum Kirche für andere“ bei der Synode der evangelischen Kirchen in der DDR (BEK) vom 30. Juni bis 4. Juli 1972 in Dresden. Die Rede stellte einen Widerspruch gegen jede staatliche Vereinnahmung und ein Plädoyer für politische Freiheit und gesellschaftliche Mündigkeit dar. Falcke sprach von der „Hoffnung eines verbesserlichen Sozialismus“ und führte drei Bereiche an, in denen die Kirche politische Mitverantwortung zur Verbesserung des Sozialismus habe: Erstens sei die DDR ein Industriestaat, der Unfreiheit produziere, zu deren Überwindung die Kirche beitragen müsse. Zweitens müssten die Ideologie und die sozialistische Praxis in der DDR überprüft werden, ob sie die Freiheit des Einzelnen ermöglichten. Und drittens sei die Freiheit des Individuums und die Mündigkeit des Bürgers einzufordern und in der Kirche zu praktizieren.
Die SED versuchte mit aller Macht, den Vortrag zu verhindern. Auch bei zahlreichen Vertretern der DDR-Kirchen stieß Falckes Vortrag auf Ablehnung, und auf zusätzlichen staatlichen Druck wurde der Vortrag nicht als offizielles Synodenpapier verabschiedet. In einer polemischen Kampagne wurde die Rede anschließend in Staatspresse und christlicher Presse der DDR diffamiert, während die Verbreitung von der SED engagiert bekämpft wurde. Dennoch oder gerade wegen der Art und Weise, wie die SED gegen die Veröffentlichung vorging, fand die Freiheitsrede auch in der DDR große Verbreitung, und ältere Kirchenführer wie Altbischof Johannes Jänicke und der ehemalige Bischofsverweser Günter Jacob stimmten Falcke zu. Durch seinen Vortrag wurde Falcke zum prominenten Kritiker des SED-Regimes, das ihn als „feindlich-negativ“ von der Stasi im OV „Milan“ überwachen ließ.

## Ehrungen
- 1984: Ehrendoktorwürde der Evangelisch-Theologischen Fakultät der Universität Bern
- 2012: Ehrendoktorwürde der Philosophischen Fakultät der Universität Siegen
- 2018: Bundesverdienstkreuz 1. Klasse[5]
- 2019: Ehrenbürger der Stadt Erfurt[6]

## Schriften (Auswahl)
- Mit Gott Schritt halten. Reden und Aufsätze eines Theologen in der DDR aus zwanzig Jahren. Wichern-Verlag, Berlin.
- Wo bleibt die Freiheit? Christ sein in Zeiten der Wende. Kreuz-Verlag, Freiburg 2009, ISBN 978-3-7831-3408-7.
- Einmischungen. Aufsätze, Reden und Vorträge aus 40 Jahren. Hrsg. von Veronika Albrecht-Birkner u. Heinz-Günther Stobbe. Evangelische Verlagsanstalt, Leipzig 2014.